# Eunidia tripunctata
Eunidia tripunctata es una especie de escarabajo longicornio del género Eunidia, subfamilia Lamiinae, tribu Eunidiini. Fue descrita científicamente por Aurivillius en 1911.
El período de vuelo ocurre en los meses de septiembre y diciembre.

## Descripción
Mide 8,5-11,5 milímetros de longitud.

## Distribución
Se distribuye por Angola y Zambia.